# جورج کوهل
جورج کوهل (انگلیسی: Georg Köhl; ۱۹ نوامبر ۱۹۱۰ – ۱۵ ژانویهٔ ۱۹۴۴) بازیکن فوتبال اهل رایش آلمان بود.
از باشگاه‌هایی که در آن بازی کرده‌است می‌توان به باشگاه فوتبال نورنبرگ اشاره کرد.
وی همچنین در تیم ملی فوتبال آلمان بازی کرده‌است.